# Olympische Sommerspiele 2016/Rudern – Doppelvierer (Männer)
Der Ruderwettbewerb im Doppelvierer der Männer im Rahmen der Ruderregatta der Olympischen Sommerspiele 2016 in Rio de Janeiro wurde vom 6. bis 11. August 2016 in der Lagune Rodrigo de Freitas ausgetragen. 40 Athleten in zehn Mannschaften traten an.
Der Wettbewerb, der über die olympische Ruderdistanz von 2000 Metern ausgetragen wurde, begann mit zwei Vorläufen zu je fünf Booten. Die jeweils erst- und zweitplatzierten Mannschaften der Vorläufe qualifizierten sich direkt für das Finale, alle verbleibenden sechs Mannschaften mussten in den Hoffnungslauf. Hier qualifizierten sich noch einmal die ersten beiden Teams für das Finale, während die dritt- bis sechstplatzierten Mannschaften des Hoffnungslaufes ins B-Finale um den 7. bis 10. Platz gelangten. Im Finale am 11. August kämpften sechs Mannschaften um olympische Medaillen. Das Finale musste wegen schlechter Wetterbedingungen am 10. August um einen Tag verschoben werden.
Die jeweils für die nächste Runde qualifizierten Mannschaften sind hellgrün unterlegt.
Das Finale wurde von der deutschen Auswahl mit Karl Schulze, Philipp Wende, Lauritz Schoof und Hans Gruhne leicht überraschend gewonnen. Das Quartett hatte zwar im Vorjahr den Weltmeistertitel gewonnen und abgesehen von Gruhne auch vier Jahre zuvor in London die Goldmedaille errungen, seine Saison war jedoch sehr durchwachsen verlaufen. Mit einem starken Start konnte das Quartett zwischenzeitlich eine Bootslänge Vorsprung auf die favorisierten Australier herausfahren und einen geringen Vorsprung über die Ziellinie retten. Als drittplatzierte Mannschaft ruderten die Esten über die Ziellinie.

## Titelträger und Ausgangslage
| Olympiasieger (London 2012)                | Deutschland Karl Schulze, Philipp Wende, Lauritz Schoof, Tim Grohmann  |
| Weltmeister (Aiguebelette 2015)            | Deutschland Karl Schulze, Philipp Wende, Lauritz Schoof, Hans Gruhne   |
| Europameister (Brandenburg 2016)           | Estland Andrei Jämsä, Allar Raja, Tõnu Endrekson, Kaspar Taimsoo       |
| Weltbestzeit (5:32,26 min, Amsterdam 2014) | Ukraine Dmytro Michai, Artem Morosow, Oleksandr Nadtoka, Iwan Dowhodko |

## Teilnehmer
| Qualifikation                | Nation                 | Mannschaft                                                                     |
| ---------------------------- | ---------------------- | ------------------------------------------------------------------------------ |
| Weltmeisterschaften 2015     | Deutschland            | Hans Gruhne Lauritz Schoof Karl Schulze Philipp Wende                          |
| Weltmeisterschaften 2015     | Australien             | Alexander Belonogoff Karsten Forsterling Cameron Girdlestone James McRae       |
| Weltmeisterschaften 2015     | Estland                | Tõnu Endrekson Andrei Jämsä Allar Raja Kaspar Taimsoo                          |
| Weltmeisterschaften 2015     | Vereinigtes Königreich | Angus Groom Peter Lambert Sam Townsend Jack Beaumont                           |
| Weltmeisterschaften 2015     | Schweiz                | Barnabé Delarze Augustin Maillefer Roman Röösli Nico Stahlberg                 |
| Weltmeisterschaften 2015     | Litauen                | Aurimas Adomavičius Martynas Džiaugys Dominykas Jančionis Dovydas Nemeravičius |
| Weltmeisterschaften 2015     | Polen                  | Mateusz Biskup Wiktor Chabel Dariusz Radosz Mirosław Ziętarski                 |
| Weltmeisterschaften 2015     | Ukraine                | Iwan Dowhodko Dmytro Michai Artem Morosow Oleksandr Nadtoka                    |
| Internationale Qualifikation | Kanada                 | Julien Bahain Robert Gibson William Dean Pascal Lussier                        |
| Internationale Qualifikation | Neuseeland             | George Bridgewater Nathan Flannery John Storey Jade Uru                        |

Bei der internationalen Qualifikationsregatta in Luzern qualifizierten sich am 24. Mai 2016 zunächst die Mannschaften aus Russland und Kanada. Der Ruderer Sergei Fedorowzew aus dem russischen Doppelvierer wurde allerdings am 17. Mai von der russischen Antidoping-Agentur einer Trainingskontrolle unterzogen, welche am 16. Juni einen positiven Befund auf das verbotene Mittel Trimetazidin ergab. Nachdem die B-Probe am 30. Juni 2016 im Beisein des betroffenen Sportlers ebenfalls positiv ausfiel, wurden alle Ergebnisse mit seiner Teilnahme rückwirkend bis zum Tag der Kontrolle gestrichen. In den Kreis der Olympiateilnehmer rückte damit die Mannschaft aus Neuseeland auf, die bei der Qualifikationsregatta den dritten Platz belegt hatte.
In der britischen Mannschaft wurde bereits vor dem Vorlauf der nominierte Ruderer Graeme Thomas durch den Ersatzruderer Jack Beaumont substituiert. Thomas war bereits mit einer grippeartigen Erkrankung angereist und musste vor Ort abgemeldet werden.

## Vorläufe
Samstag, 6. August 2016

### Vorlauf 1
| Platz | Boot        | Besatzung                          | Zeit (min) | Qualifikation |
| ----- | ----------- | ---------------------------------- | ---------- | ------------- |
| 1     | Estland     | Endrekson, Jämsä, Raja, Taimsoo    | 5:51,71    | Finale        |
| 2     | Ukraine     | Dowhodko, Michai, Morosow, Nadtoka | 5:52,90    | Finale        |
| 3     | Deutschland | Gruhne, Schoof, Schulze, Wende     | 5:53,63    | Hoffnungslauf |
| 4     | Neuseeland  | Bridgewater, Flannery, Storey, Uru | 5:59,13    | Hoffnungslauf |
| 5     | Kanada      | Bahain, Gibson, Dean, Lussier      | 6:34,55    | Hoffnungslauf |

### Vorlauf 2
| Platz | Boot           | Besatzung                                      | Zeit (min) | Qualifikation |
| ----- | -------------- | ---------------------------------------------- | ---------- | ------------- |
| 1     | Australien     | Belonogoff, Forsterling, Girdlestone, McRae    | 5:50,98    | Finale        |
| 2     | Polen          | Biskup, Chabel, Radosz, Ziętarski              | 5:51,28    | Finale        |
| 3     | Schweiz        | Delarze, Maillefer, Röösli, Stahlberg          | 5:51,52    | Hoffnungslauf |
| 4     | Großbritannien | Groom, Lambert, Townsend, Beaumont             | 5:52,77    | Hoffnungslauf |
| 5     | Litauen        | Adomavičius, Džiaugys, Jančionis, Nemeravičius | 5:58,70    | Hoffnungslauf |

## Hoffnungslauf
Montag, 8. August 2016
| Platz | Boot           | Besatzung                                      | Zeit (min) | Qualifikation |
| ----- | -------------- | ---------------------------------------------- | ---------- | ------------- |
| 1     | Deutschland    | Gruhne, Schoof, Schulze, Wende                 | 5:51,43    | Finale        |
| 2     | Großbritannien | Groom, Lambert, Townsend, Beaumont             | 5:53,10    | Finale        |
| 3     | Litauen        | Adomavičius, Džiaugys, Jančionis, Nemeravičius | 5:55,78    | B-Finale      |
| 4     | Schweiz        | Delarze, Maillefer, Röösli, Stahlberg          | 5:56,13    | B-Finale      |
| 5     | Kanada         | Bahain, Gibson, Dean, Lussier                  | 5:56,28    | B-Finale      |
| 6     | Neuseeland     | Bridgewater, Flannery, Storey, Uru             | 5:58,92    | B-Finale      |

## Finale
geplant am Mittwoch, 10. August 2016, verschoben auf Donnerstag, 11. August 2016

Anmerkung: Ermittlung der Plätze 1 bis 6
| Platz | Boot           | Besatzung                                   | Zeit (min) |
| ----- | -------------- | ------------------------------------------- | ---------- |
| 1     | Deutschland    | Gruhne, Schoof, Schulze, Wende              | 6:06,81    |
| 2     | Australien     | Belonogoff, Forsterling, Girdlestone, McRae | 6:07,96    |
| 3     | Estland        | Endrekson, Jämsä, Raja, Taimsoo             | 6:10,65    |
| 4     | Polen          | Biskup, Chabel, Radosz, Ziętarski           | 6:12,09    |
| 5     | Großbritannien | Groom, Lambert, Townsend, Beaumont          | 6:13,08    |
| 6     | Ukraine        | Dowhodko, Michai, Morosow, Nadtoka          | 6:16,30    |

### B-Finale
Anmerkung: Ermittlung der Plätze 7 bis 10
| Platz | Boot       | Besatzung                                      | Zeit (min) |
| ----- | ---------- | ---------------------------------------------- | ---------- |
| 7     | Schweiz    | Delarze, Maillefer, Röösli, Stahlberg          | 6:11,18    |
| 8     | Kanada     | Bahain, Gibson, Dean, Lussier                  | 6:13,55    |
| 9     | Litauen    | Adomavičius, Džiaugys, Jančionis, Nemeravičius | 6:15,16    |
| 10    | Neuseeland | Bridgewater, Flannery, Storey, Uru             | 6:18,92    |